# ستيفن سميث (لاعب كريكت)
ستيفن سميث (8 أبريل 1822 - 20 فبراير 1890)  (بالإنجليزية: Stephen Smith)‏ هو لاعب كريكت بريطاني.

## وصلات خارجية
- ستيفن سميث على موقع إي آس بي آن كريك إنفو (الإنجليزية)